# Дрізд червонодзьобий
Дрізд червонодзьобий (Turdus libonyana) — вид горобцеподібних птахів родини дроздових (Turdidae). Мешкає в Центральній, Східній і Південній Африці.

## Опис

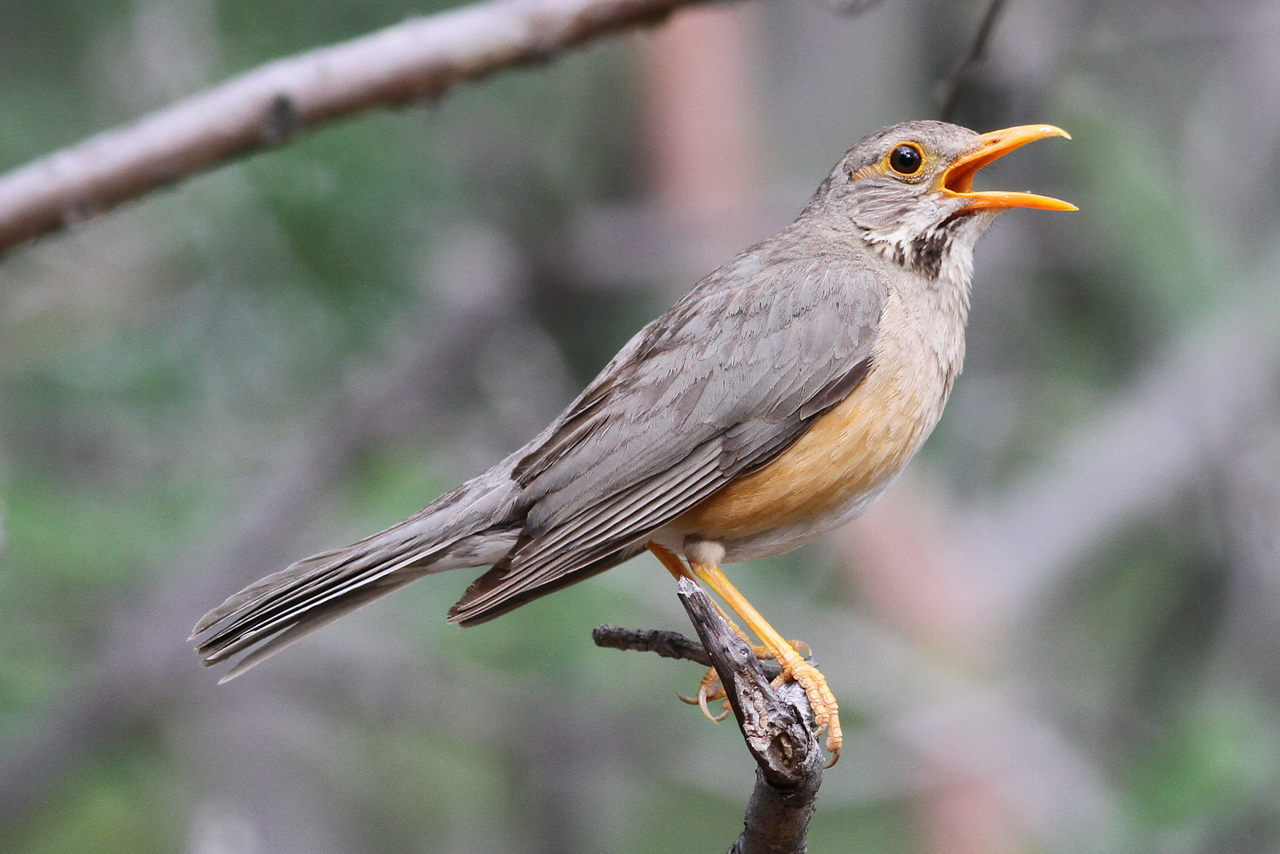
Червонодзьобий дрізд

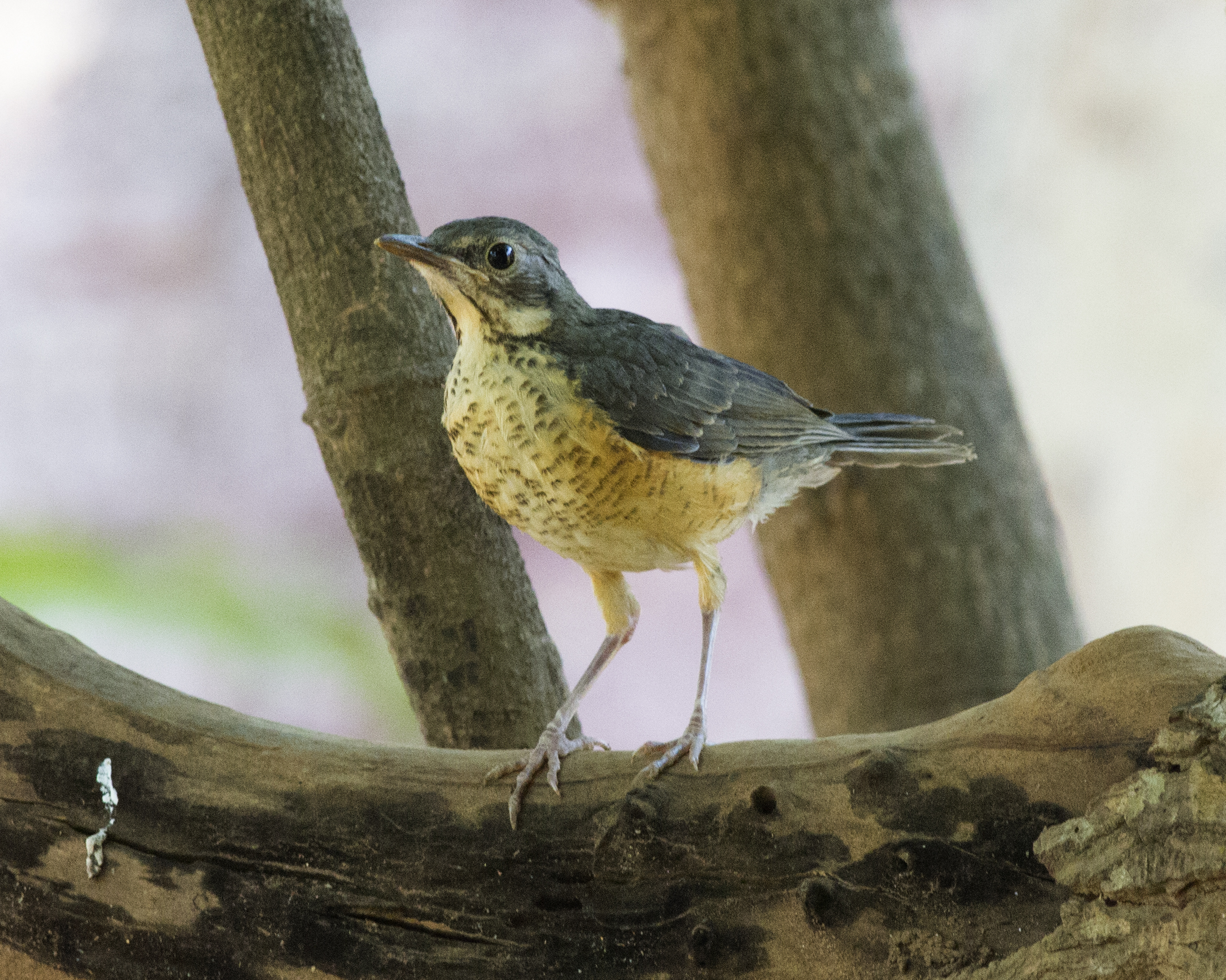
Молодий червонодзьобий дрізд

Довжина птаха становить 21-23 см, вага 46-86 г. Голова, верхня частина тіла і груди сірі. Горло біле, з боків поцятковане чорними смугами, живіт білуватий, боки руді. Дзьоб червоний, знизу біля основи блідо-жовтий. Виду не притаманний статевий диморфізм.

## Підвиди
Виділяють чотири підвиди:
- T. l. tropicalis Peters, W, 1881 — від Бурунді і Танзанії до центральної і східної Замбії, Малаві і Мозамбіку;
- T. l. verreauxii Barboza du Bocage, 1869 — від Анголи і півдня ДР Конго до північної Ботсвани і заходу Зімбабве;
- T. l. libonyana (Smith, A, 1836) — Ботсвана, центральне Зімбабве, північ і північний схід ПАР;
- T. l. peripheris Clancey, 1952 — південь Мозамбіку і схід ПАР.

## Поширення і екологія
Червонодзьобі дрозди мешкають в Демократичній Республіці Конго, Бурунді, Танзанії, Анголі, Замбії, Зімбабве, Малаві, Мозамбіку, Ботсвані, Намібії, Південно-Африканській Республіці, Есватіні і Лесото. вони живуть в сухих і лісистих саванах, зокрема в міомбо, в сухих чагарникових заростях, на полях і плантаціях, в садах. Зустрічаються на висоті до 2200 м над рівнем моря. Живляться ягодами і плодами, а також комахами та іншими безхребетними.